# 中国2010年上海世界博览会安哥拉馆
中国2010年上海世界博览会安哥拉馆是2010年上海世博会上代表安哥拉的展馆，位于世博园区C片区，占地面积1000平方米。安哥拉馆的主题为“新安哥拉，让生活更美好”。
安哥拉馆外墙由非洲木雕为装饰，其造型灵感来自于安哥拉国花、寿命可长达300至1000年的百岁兰。展馆内则分为七个展区，展示了安哥拉的雕刻和绘画、石油与钻石业等特色与成就。